# Eleição presidencial da França em 1899
A eleição presidencial francesa de 1899 ocorreu após a morte do Presidente Félix Faure e resultou na eleição do Presidente do Senado Emile Loubet .

## Campanha
Após a morte prematura do Presidente Faure, a Assembleia Nacional foi convocada no contexto tenso do caso Dreyfus. Ao todo 824 parlamentares participaram da votação, mas doze cédulas foram declaradas inválidas, dez delas com o nome do duque de Orleans.

## Resultados[2]
| Candidato                                     | Primeiro round | %     |
| --------------------------------------------- | -------------- | ----- |
| Emile Loubet Republicano oportunista          | 483            | 59,48 |
| Jules Meline Republicano oportunista          | 279            | 34,36 |
| Godefroy Cavaignac Partido nacionalista       | 23             | 2,83  |
| Paul Deschanel Republicano oportunista        | 10             | 1,23  |
| Charles Dupuy Republicano oportunista         | 8              | 0,98  |
| Perfeito-Louis Monteil Partido nacionalista   | 4              | 0,49  |
| Henri Rochefort Partido nacionalista          | 2              | 0,25  |
| Albert Baduel Radical                         | 1              | 0,12  |
| Albert de Mun Legitimista                     | 1              | 0,12  |
| Louis Charles Tillaye Republicano oportunista | 1              | 0,12  |